# Championnat d'Europe de poursuite par équipes féminin
Le Championnat d'Europe de poursuite par équipes féminin est le championnat d'Europe de la poursuite par équipes organisé annuellement par l'Union européenne de cyclisme dans le cadre des championnats d'Europe de cyclisme sur piste élites.

## Palmarès
| Année | Or                                                                                            | Argent | Bronze                                                                                    |
| ----- | --------------------------------------------------------------------------------------------- | --- | ----------------------------------------------------------------------------------------- |
| 2010  | Grande-Bretagne Katie Colclough Wendy Houvenaghel Laura Trott                                 | Lituanie Vaida Pikauskaitė Vilija Sereikaitė Aušrinė Trebaitė                                                        | Allemagne Lisa Brennauer Verena Jooß Madeleine Sandig                                     |
| 2011  | Grande-Bretagne Danielle King Joanna Rowsell Laura Trott                                      | Allemagne Charlotte Becker Lisa Brennauer Madeleine Sandig                                                           | Biélorussie Alena Dylko Aksana Papko Tatsiana Sharakova                                   |
| 2012  | Lituanie Vaida Pikauskaitė Vilija Sereikaitė Aušrinė Trebaitė                                 | Pologne Katarzyna Pawłowska Eugenia Bujak Małgorzata Wojtyra Edyta Jasińska                                          | Biélorussie Alena Dylko Aksana Papko Tatsiana Sharakova                                   |
| 2013  | Grande-Bretagne Laura Trott Joanna Rowsell Danielle King Elinor Barker Katie Archibald        | Pologne Katarzyna Pawłowska Eugenia Bujak Małgorzata Wojtyra Edyta Jasińska                                          | Russie Aleksandra Chekina Evgenia Romanyuta Gulnaz Badykova Maria Mishina                 |
| 2014  | Grande-Bretagne Katie Archibald Elinor Barker Ciara Horne Laura Trott                         | Russie Tamara Balabolina Irina Molicheva Aleksandra Goncharova Evgenia Romanyuta                                     | Italie Simona Frapporti Beatrice Bartelloni Tatiana Guderzo Silvia Valsecchi              |
| 2015  | Grande-Bretagne Laura Trott Katie Archibald Elinor Barker Joanna Rowsell Ciara Horne          | Russie Gulnaz Badykova Tamara Balabolina Aleksandra Chekina Maria Savitskaya Evgenia Romanyuta Aleksandra Goncharova | Biélorussie Katsiaryna Piatrouskaya Polina Pivavarava Ina Savenka Marina Shmayankova      |
| 2016  | Italie Elisa Balsamo Tatiana Guderzo Simona Frapporti Silvia Valsecchi Francesca Pattaro      | Pologne Justyna Kaczkowska Katarzyna Pawłowska Daria Pikulik Nikol Plosaj Lucja Pietrzak                             | Grande-Bretagne Emily Kay Dannielle Khan Manon Lloyd Emily Nelson                         |
| 2017  | Italie Elisa Balsamo Tatiana Guderzo Letizia Paternoster Silvia Valsecchi                     | Grande-Bretagne Katie Archibald Elinor Barker Manon Lloyd Emily Kay Eleanor Dickinson                                | Pologne Justyna Kaczkowska Katarzyna Pawłowska Daria Pikulik Nikol Płosaj                 |
| 2018  | Grande-Bretagne Elinor Barker Laura Kenny Katie Archibald Neah Evans Eleanor Dickinson        | Italie Letizia Paternoster Marta Cavalli Elisa Balsamo Silvia Valsecchi                                              | Allemagne Charlotte Becker Gudrun Stock Mieke Kröger Lisa Brennauer                       |
| 2019  | Grande-Bretagne Katie Archibald Eleanor Dickinson Neah Evans Laura Kenny Elinor Barker        | Allemagne Franziska Brauße Lisa Brennauer Lisa Klein Gudrun Stock Mieke Kröger                                       | Italie Martina Alzini Elisa Balsamo Vittoria Guazzini Letizia Paternoster Marta Cavalli   |
| 2020  | Grande-Bretagne Katie Archibald Josie Knight Neah Evans Laura Kenny Elinor Barker             | Italie Martina Alzini Elisa Balsamo Vittoria Guazzini Chiara Consonni Rachele Barbieri                               | Ukraine Anna Nahirna Tetyana Klimchenko Viktoriya Bondar Yuliia Biriukova                 |
| 2021  | Allemagne Franziska Brauße Lisa Brennauer Mieke Kröger Laura Süßemilch Lena Charlotte Reißner | Italie Martina Alzini Rachele Barbieri Martina Fidanza Silvia Zanardi Letizia Paternoster                            | Irlande Mia Griffin Emily Kay Kelly Murphy Alice Sharpe                                   |
| 2022  | Allemagne Lisa Brennauer Franziska Brauße Mieke Kröger Lisa Klein                             | Italie Rachele Barbieri Vittoria Guazzini Letizia Paternoster Silvia Zanardi Martina Fidanza                         | France Victoire Berteau Valentine Fortin Clara Copponi Marion Borras                      |
| 2023  | Grande-Bretagne Katie Archibald Neah Evans Josie Knight Anna Morris Elinor Barker             | Italie Martina Alzini Elisa Balsamo Martina Fidanza Vittoria Guazzini Letizia Paternoster                            | Allemagne Franziska Brauße Lisa Klein Mieke Kröger Laura Süßemilch                        |
| 2024  | Italie Elisa Balsamo Martina Fidanza Vittoria Guazzini Letizia Paternoster                    | Grande-Bretagne Megan Barker Josie Knight Anna Morris Jessica Roberts Neah Evans                                     | Allemagne Franziska Brauße Lisa Klein Lena Charlotte Reißner Laura Süßemilch Mieke Kröger |
| 2025  | Italie Martina Alzini Chiara Consonni Martina Fidanza Vittoria Guazzini                       | Allemagne Franziska Brauße Lisa Klein Mieke Kröger Laura Süßemilch                                                   | Grande-Bretagne Grace Lister Maddie Leech Sophie Lewis Anna Morris Neah Evans             |

## Tableau des médailles
| Rang  | Nation          | Or | Argent | Bronze | Total |
| ----- | --------------- | -- | ------ | ------ | ----- |
| 1     | Grande-Bretagne | 9  | 2      | 2      | 13    |
| 2     | Italie          | 4  | 5      | 2      | 11    |
| 3     | Allemagne       | 2  | 3      | 4      | 9     |
| 4     | Lituanie        | 1  | 1      | 0      | 2     |
| 5     | Pologne         | 0  | 3      | 1      | 4     |
| 6     | Russie          | 0  | 2      | 1      | 3     |
| 7     | Biélorussie     | 0  | 0      | 3      | 3     |
| 8     | France          | 0  | 0      | 1      | 1     |
| 8     | Irlande         | 0  | 0      | 1      | 1     |
| 8     | Ukraine         | 0  | 0      | 1      | 1     |
| Total | Total           | 16 | 16     | 16     | 48    |